# Думенца
Думѐнца (на италиански: Dumenza; на ломбардски: Dumensa, Думенса) е село и община в Северна Италия, провинция Варезе, регион Ломбардия. Разположено е на 41 m надморска височина. Населението на общината е 1491 души (към 2017 г.).